# 羽月理恵
羽月 理恵（はづき りえ、8月15日 - ）は、日本の女性声優。埼玉県出身。

## 経歴
プロ・フィット声優養成所を卒業後、同事務所に所属する。2022年4月1日付で所属していたプロ・フィットが同年3月末を以てマネジメント事業を終了したことに伴い、ラクーンドッグへ移籍。
2024年10月31日付けでラクーンドッグを退所。

## 人物
趣味は石鹸作り、アンティーク着物集め。特技は細かい作業。
資格は珠算能力検定3級、普通自動車免許、保険請求事務技能検定。

## 出演
太字はメインキャラクター。

### テレビアニメ
2006年
- N・H・Kにようこそ!（女の子）

2008年
- 恋姫†無双（2008年 - 2010年、顔良）- 3シリーズ
- スレイヤーズREVOLUTION（少女C）
- のらみみ2（ヨっちゃん）

2012年
- 夏雪ランデブー（サニー）
- NARUTO -ナルト- SD ロック・リーの青春フルパワー忍伝（生徒）

2013年
- 断裁分離のクライムエッジ（高等部女子）

2014年
- 信長協奏曲

2015年
- 聖剣使いの禁呪詠唱（母親）

2018年
- 多田くんは恋をしない（来賓者）

### 劇場アニメ
- 武者ケロ お披露目!戦国ラン星大バトル!!（2008年、村娘）
- Paper Cranes Story ケンタとマイコ（2013年、姉[7]）
- たまこラブストーリー（2014年、バトン部1年生）

### OVA
- 恋姫†無双 †はわわっDVD七巻はOVAすぺしゃるですよ〜†（2009年、顔良）
- 真・恋姫†無双 †はにゃDVD/Blu-ray第七巻はOVAすぺしゃるなのだ†（2010年、顔良）
- 真・恋姫†無双 〜乙女大乱〜 †あわわっDVD/Blu-ray第七巻はOVAすぺしゃるです〜†（2011年、顔良）

### ゲーム
2006年
- ファイナルファンタジーXII

2008年
- 神代學園幻光録 クル・ヌ・ギ・ア（誄）
- 恋姫†夢想 〜ドキッ☆乙女だらけの三国志演義〜（顔良）
- もえスタ 〜萌える東大英語塾〜（ブスA、メフィスト小）

2009年
- おおかみかくし（眠の母）

2010年
- 真・恋姫†夢想 〜乙女繚乱☆三国志演義〜（顔良）
- WHITE ALBUM -綴られる冬の想い出-（イズミ）

2011年
- ガチトラ! 〜暴れん坊教師 in High School〜（女子生徒A）
- ToHeart2 ダンジョントラベラーズ
- ラグナロク 〜光と闇の皇女〜（主人公）

2012年
- ペルソナ4 ジ・アルティメット イン マヨナカアリーナ

2013年
- エンゲージナイツ 〜新約英雄大戦〜（ハンムラビ）
- 境界線上のホライゾン PORTABLE
- ダンジョントラベラーズ2 王立図書館とマモノの封印
- 箱庭のフォルクローレ（ガーネ、サファ）

2014年
- 戦場のウエディング（カチューシャ、メイファン、アンナレーナ）

2015年
- 音速少女隊 -Photon Angels-（サクラコ、メグ、ルペ）

2017年
- VRこかげ（こかげ）

2018年
- P.E.T.S.アカデミア（黄歌）

2023年
- クリスタル オブ リユニオン（ヴィヴィアン）

2024年
- アズールレーン（飛雲、長風、伏波）

### ドラマCD
- 告られ6選 〜今からあなたに告白します〜（一ノ瀬菫[17]）
- 篁破幻草子 第2巻 六道の辻に鬼の哭く（小野家の女房）
- ナイトウィザード「刻印のウィザード」 ボイスドラマCD
- ホストなあいつ（ギャル）
- 蜜色パンケーキ（女子高生）
- unity-chan!（茅野まりえ[18]）
- 烈風の騎士姫（令嬢[19]）
- 恋愛のセオリー（クラスメイト）

### ラジオドラマ
- 悠幻の学び舎〜いもうと学園〜（2008年、生徒）

### その他
- ラジオ恋姫†無双DVD出張版（第6巻ゲスト）